# Liste der Monuments historiques in Le Castéra
Die Liste der Monuments historiques in Le Castéra führt die Monuments historiques in der französischen Gemeinde Le Castéra auf.

## Liste der Bauwerke
| Bezeichnung             | Beschreibung              | Standort       | Kennzeichnung | Schutzstatus | Datum | Bild           |
| ----------------------- | ------------------------- | -------------- | ------------- | ------------ | ----- | -------------- |
| Kirche St-Jean-Baptiste | Erbaut im 14. Jahrhundert | Larmont (Lage) | PA00094308    | Inscrit      | 1979  | weitere Bilder |

## Liste der Objekte
| Bezeichnung                    | Beschreibung                        | Standort                              | Kennzeichnung | Schutzstatus | Datum | Bild |
| ------------------------------ | ----------------------------------- | ------------------------------------- | ------------- | ------------ | ----- | ---- |
| Skulptur der Schmerzensmutter  | Holz, bemalt und vergoldet, um 1600 | in der Kirche St-Jean-Baptiste (Lage) | PM31000099    | Classé       | 1975  |      |
| Skulptur des Apostels Johannes | Holz, bemalt und vergoldet, um 1600 | in der Kirche St-Jean-Baptiste (Lage) | PM31000100    | Classé       | 1975  |      |